# Tréveris (região)
Tréveris (em alemão: Trier) foi uma das três regiões administrativa (Regierungsbezirke) do estado da Renânia-Palatinado, Alemanha, até 31 de dezembro de 1999, quando foi dissolvida. Sua capital era a cidade de Tréveris. As outras duas regiões do estado, também dissolvidas, eram Rheinhessen-Pfalz e Coblença.

## Subdivisões administrativas
A região de Trier estava dividida em 4 distritos kreise e uma cidade independente Kreisfreie Städte, que não pertencia a nenhum distrito.
- Kreise (distritos):

1. Bernkastel-Wittlich
2. Bitburg-Prüm
3. Daun (a partir de 01/01/2007, passou a chamar Vulkaneifelr)
4. Trier-Saarburg

- Kreisfreie Städte (cidade independente):

1. Tréveris